# La Comète de Halley
La Comète de Halley est la dixième aventure, sur un total de treize, qu'effectue le Capitaine Flam dans la série de dessins animés qui porte son nom. Cette aventure, racontée en quatre épisodes de 22 minutes chacun, est une adaptation du roman « The Comet Kings », d'Edmond Hamilton. 
Le capitaine Flam explore avec ses compagnons la comète de Halley, dans laquelle se trouve une civilisation composée d'êtres vivants électriques.

## Résumé des quatre épisodes

### «De mystérieuses disparitions»
Le récit commence par la disparition mystérieuse d'un vaisseau spatial entre Jupiter et Uranus, ce qui porte à 22 le nombre de vaisseaux disparus durant l'année. Le colonel Ezla et Joan Landor sont envoyés enquêter dans les parages. Mais leur appareil disparaît aussi. À la suite de cette disparition, le président du gouvernement intersidéral décide de faire appel au capitaine Flam.
Le capitaine Flam constate que la disparition des vaisseaux semble être en corrélation avec le passage de la comète de Halley, car la disparition des vaisseaux a eu lieu sur l'orbite de la comète. Il décide de se rendre à proximité de la comète. Arrivé sur les lieux, le Cyberlab est attiré par la comète par une force magnétique irrésistible.
Le Cyberlab se pose sur l'astroport d'une planète dissimulée dans la queue de la comète. Le capitaine et ses amis sont attaqués par des forces militaires de la petite planète. Finalement, ils sont faits prisonniers et placés en détention. Dans la prison ils retrouvent le colonel Ezla, mais Joan n'est pas incarcérée avec lui.

### «Le Maître de la Comète»
Le capitaine et ses compagnons découvrent que Joan a été transformée sur ordre du roi Sorix : elle est devenue un être électrique doté de l'immortalité. Elle propose au capitaine de devenir comme elle, mais le capitaine refuse. Peu après, Zahan, le chef des gardes, avoue au capitaine que tous les habitants ont été transformés contre leur volonté en êtres électriques et que l'immortalité est pénible à supporter.
Le capitaine Flam est amené devant le roi Sorix. Une vive discussion s'engage avec le roi, le capitaine reprochant l'attaque des vaisseaux alors qu'ils étaient pacifiques. Plus tard, Zahan informe le capitaine que les vrais maîtres de la planète sont les « Luxoïdes » et que beaucoup d'habitants sur la planète attendent un meneur pour procéder à une révolte globale : le capitaine accepterait-il ce rôle pour renverser le roi Sorix, et ses connaissances techniques leur permettraient-ils de retrouver leur corps mortel d'autrefois ?
Pendant ce temps, le roi Sorix s'interroge : doit-il mettre à mort le capitaine ? Son principal conseiller, Kweldel, lui suggère de n'en rien faire, le capitaine étant un humain différent des autres.
Le capitaine étudie la peau de Zahan : il estime que le processus d'électrification est réversible et qu'il peut redonner aux habitants leur ancienne forme non-électrique. Il a aussi une discussion avec Joan : la jeune femme lui révèle qu'elle avait accepté de devenir un être électrique afin de comprendre « de l'intérieur » la civilisation de la comète, et qu'elle avait pensé se donner la mort ultérieurement.
Par la suite, profitant que le roi préside le Bal de l'Électricité, le capitaine ordonne l'attaque de la résidence royale.

### «Lumière sur les Luxoïdes»
Le roi Sorix lance le Bal de l'Électricité au cours duquel ses courtisans et lui-même se gorgent d'énergie. Avec l'aide de rebelles menés par Zahan, le capitaine Flam en profite pour décider l'attaque de la résidence royale. Néanmoins le coup d'État est un échec : les rebelles sont tués ou arrêtés, et le capitaine Flam est de nouveau incarcéré. Zahan aussi est incarcéré.
Pendant ce temps, Crag et Mala ont quitté la capitale de la planète et se rendent à la Tour des Luxoïdes. Mala utilise ses dons d'acrobate pour accéder au sommet de la Tour.
Le capitaine Flam se réveille au sein de la prison des Luxoïdes située dans leur Tour. Un champ de force mental l'empêche de quitter les lieux. Plus tard, il est présenté devant « Luxo » qui se prétend le chef des Luxoïdes. La capitaine discute avec lui, mais se rend compte que les êtres qu'il a en face de lui ne sont pas réels. En réalité, il comprend qu'il est hypnotisé et révèle qu'il a compris la supercherie. Une forme énergétique de couleur rose apparaît alors devant lui. Elle confirme qu'elle provient d'une autre dimension et qu'elle a pris le pouvoir sur la comète et réduit les habitants afin qu'ils l'aident à s'emparer de l'énergie du soleil.

### «Cauchemar en Quatre Dimensions»
Les Luxoïdes enjoignent au capitaine de leur révéler ses connaissances scientifiques. Devant le refus du capitaine, il est menacé et les Luxoïdes « lisent » par télépathie dans son cerveau. Néanmoins le capitaine résiste mentalement à leur agression. Il est ensuite réincarcéré. Les Luxoïdes, pour faire pression sur lui, ordonnent que Joan soit amenée à la Tour : elle y sera torturée sous ses yeux jusqu'à ce qu'il révèle ses connaissances.
Mala et Crag sont parvenus à pénétrer dans la Tour. N'étant pas dotés du même cerveau que les êtres humains, ils sont insensibles aux champs de force mentaux des Luxoïdes, ajustés aux ondes cérébrales des Humains. Ils arrivent à la cellule du capitaine Flam. Celui-ci est épuisé par les tortures subies et son esprit a été légèrement modifié de manière qu'il ne souhaite pas quitter la cellule. Avec son accord, Mala et Crag l'emmènent hors de la cellule. Ils visitent la tour luxoïde et parviennent au générateur central. Il s'agit du point essentiel de la puissance luxoïde sur la comète : c'est grâce à ce générateur qu'ils peuvent accéder à notre univers. Les Luxoïdes sont présents dans notre monde grâce à des câbles qui les relient au générateur.
Le capitaine Flam tente d'accéder au générateur pour trancher les câbles, mais le champ énergétique est trop fort. Puis Crag se propose pour trancher les câbles, supposant que son armature de métal pourra le faire résister au champ électrique. Peine perdue : lui non plus ne parvient pas à résister au champ électrique. Le capitaine élabore alors un plan inouï : il va se transformer en être électrique afin de supporter le champ électrique. Pendant que Crag fait une diversion, Flam accède au laboratoire luxoïde contenant l'appareil de transformation. Il réussit à se transformer en être électrique.
Flam se rend ensuite de nouveau au générateur et s'attaque aux câbles. Il est attaqué par les Luxoïdes. Pendant ce temps, Joan est amenée à la Tour. Elle fausse compagnie à ses gardes et se rend avec Crag au générateur. Étant elle-aussi un être électrique, elle aide le capitaine à trancher les câbles reliant les Luxoïdes au générateur. Les Luxoïdes sont désormais dans l'incapacité d'accéder à notre univers. Une révolte a lieu au cours de laquelle le roi Sorix est renversé.
Le capitaine Flam et le professeur Simon créent un appareil permettant de transformer les êtres électriques en êtres « normaux ». Le premier à passer dans l'appareil est Zahan. Puis Joan, le capitaine et tous les autres habitants de la comète passent dans l'engin et retrouvent leur état antérieur. L'épisode se termine par une discussion entre le capitaine Flam et Joan : cette dernière avoue qu'elle aurait bien aimé vivre toute l'éternité au sein de la comète, aux côtés du capitaine devenu immortel comme elle.